# 롭 웰스

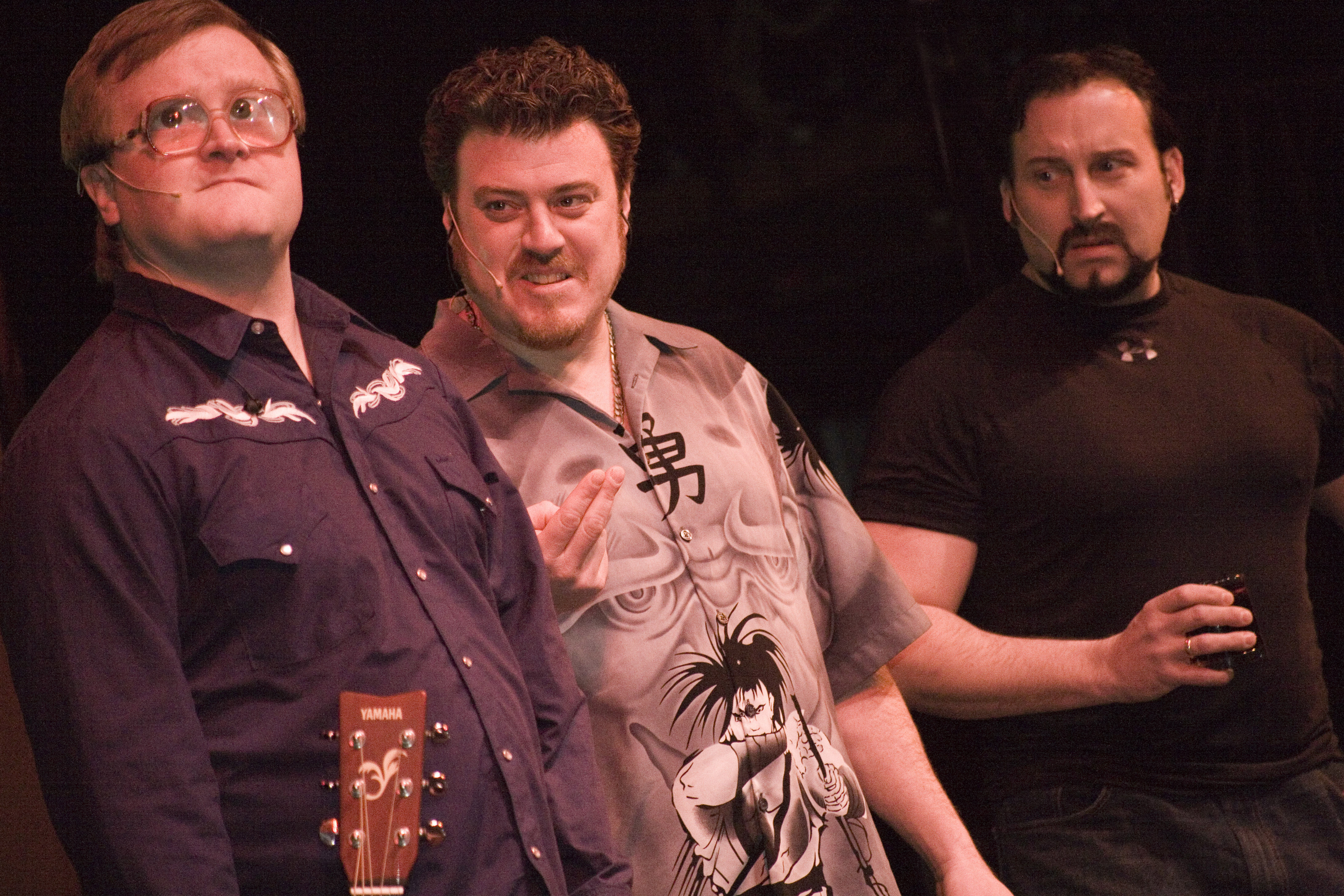

롭 웰스(Robb Wells, 1971년 10월 28일 ~ )는 캐나다의 배우, 각본가, 영화배우, 텔레비전 배우이다.
멍크턴에서 태어났다.

## 영화
- 스웨어넷: 더 무비 (2014년)
- 트레일러 파크 보이스: 돈트 리갈라이즈 잇 (2014년)
- 잭해머 (2013년)
- 우드 유 래더 (2012년) - 피터 역
- 비트 다운 (2012년) - 와이티 역
- 호보 위드 어 숏건 (2011년) - 로건 역
- 트레일러 파크 보이스 - 카운트다운 투 리커 데이 (2009년)
- 분닥 세인트 2 (2009년)
- 트레일러 파크 보이스: 더 무비 (2006년)
- 트레일러 파크 보이스 크리스마스 스페셜 (2004년)
- 지미 키멜 라이브! (2003년) - 게스트 역
- 버지니아스 런 (2002년)
- 트레일러 파크 보이스 - 시리즈 (2001년)